# فرهمند
فرهمند یک نام خانوادگی است. افراد شاخص با این نام از این قرارند:
- حسن مخبر فرهمند، نماینده مجلس شورای ملی ایران، در زمان پادشاهی سلسله پهلوی
- رضا فرهمند، کارگردان مستندساز ایرانی
- عنایت‌الله بابر فرهمند، سیاستمدار افغانستانی
- محمود فرهمند، موسیقی‌دان و نوازنده تمبک اهل ایران
- مهرداد فرهمند، روزنامه‌نگار و خبرنگار ایرانی
- نیکبخت فرهمند، بازیگر خردسال اهل افغانستان